# Laura Voutilainen
Sanna Laura Voutilainen (Jyväskylä, 17 maggio 1975) è una cantante finlandese di musica pop.
Il debutto come cantante avviene nel 1994 con l'album Laura Voutilainen che vende circa 120000 copie. Nel 2002 partecipa all'Eurovision con la canzone Addicted To You classificandosi ventesima con 24 punti.

## Discografia
- Laura Voutilainen (1994)
- Kaksi karttaa (1996)
- Lumikuningatar  (1997)
- Etelän yössä (1998)
- Puolet sun auringosta (2001)
- Päiväkirja (2003)
- Tässä hetkessä  (2005)
- Lauran päiväkirja  (2006)
- Kosketa mua (2007)
- Palaa (2008)
- Sydänjää (2009)
- Ihmeitä (2011)
- KokoNainen (2013)
- Miks ei (2017)
- Minun tähteni (2019)

- Wikimedia Commons contiene immagini o altri file su Laura Voutilainen